# 하치스카 요시시게
하치스카 요시시게(일본어: 蜂須賀 至鎮 はちすか よししげ[*])는 아즈치모모야마 시대부터 에도 시대 초기까지 무장, 다이묘이다. 아와 도쿠시마번 초대 번주이다.